# Mancomunidad La Vega del Tuerto
La Mancomunidad La Vega del Tuerto es una agrupación voluntaria de municipios para la gestión en común de determinados servicios de competencia municipal, creada por varios municipios en la provincia de León, de la comunidad autónoma de Castilla y León, España.

## Municipios integrados
La Mancomunidad La Vega del Tuerto está formada por los siguientes municipios:
- San Justo de la Vega
- Valderrey

## Sede
Sus órganos de gobierno y administración tendrán su sede en la localidad de San Justo de la Vega.

## Fines
- Recogida de Basuras.[3]

## Estructura orgánica
El gobierno, administración y representación de la Mancomunidad corresponden a los siguientes órganos:
- Presidente.
- Comisión de Gobierno.
- Consejo de la Mancomunidad.